# كوتو دو لاك (كيبك)
كوتو دو لاك (بالإنجليزية: Coteau-du-Lac, Quebec)‏ هي بلدية محلية في كيبيك تقع في كندا في Vaudreuil-Soulanges Regional County Municipality.  يقدر عدد سكانها بـ 6,842 نسمة ومساحتها 57.20 كم2 .

## أعلام
- تشارلز ويلسون
- جوليس فورنير